# Papa Ioan al V-lea
Papa Ioan al V-lea (n. 635 d.Hr., Antiohia, Prefectura pretoriană a Orientului, Imperiul Roman de Răsărit – d. 2 august 686 d.Hr., Roma, Imperiul Roman de Răsărit) a fost  papă al Romei din 23 iulie 685 până la moartea lui. Era din Siria, poate din Antioh. Din 680 a figurat ca legat papal. Ca papă a primit mai multe dovezi de simpatie și apreciere din partea Împăratului Iustinian al II-lea  pentru Biserica Catolică.
A știut să-și supună episcopii din Sardinia. Cunoscând limba greacă, a fost ales să participe la al VI-lea Conciliu Ecumenic de la Constantinopol.
Murind pe data de 2 august 686 la Roma, este înmormântat la Biserica Catedralei Sf. Petru.